# Cristi Ann
Cristi Ann (Miami, Florida; 10 de abril de 1992) es una actriz pornográfica y modelo erótica estadounidense.

## Biografía
Natural de Miami (Florida), Cristi Ann nació en 1992 en el seno de una familia de origen cubano y vietnamita. Asistió a una escuela privada, donde comenzó a hacer trabajo. Una vez finalizado, rechazó entrar en la Universidad para comenzar estudios de Enfermería y se decantó por trabajar como estríper a un club de Miami.
Desarrolló carrera como estríper, gogó y modelo erótica hasta el año 2015, cuando a sus 23 años debutó como actriz pornográfica, siendo su primera escena para el portal web Bangbros, con el actor Sean Lawless. Con la misma productora grabó su primera escena de sexo anal en Cristi Ann Gets an Anal Pounding.
Como actriz ha trabajado para productoras como Bangbros, Pure Play Media, Naughty America, Reality Kings, Digital Playground, Wicked Pictures, Brazzers, Evil Angel, Kink.com, Girlfriends Films, Team Skeet o Spizoo, entre otras.
En 2017 recibió sus dos primeras nominaciones en los Premios XBIZ en las categorías de Mejor actriz de reparto por Forked y de Mejor escena de sexo en película protagonista por DNA.
Ha rodado más de 160 películas como actriz.
Algunas películas suyas son Ass Masterpiece 16, Big Tit Cream Pie 41, Couples Seek Third 6, Girlfriends, Home Invasion, I Want My Sister, Mean Dungeon 10, Pure 6 o Titty Attack 9.

## Premios y nominaciones
| Año  | Ceremonia    | Resultado | Premio                                        | Trabajo |
| ---- | ------------ | --------- | --------------------------------------------- | ------- |
| 2017 | Premios XBIZ | Nominada  | Mejor actriz de reparto                       | Forked  |
| 2017 | Premios XBIZ | Nominada  | Mejor escena de sexo en película protagonista | DNA     |